# Бережанська гімназія

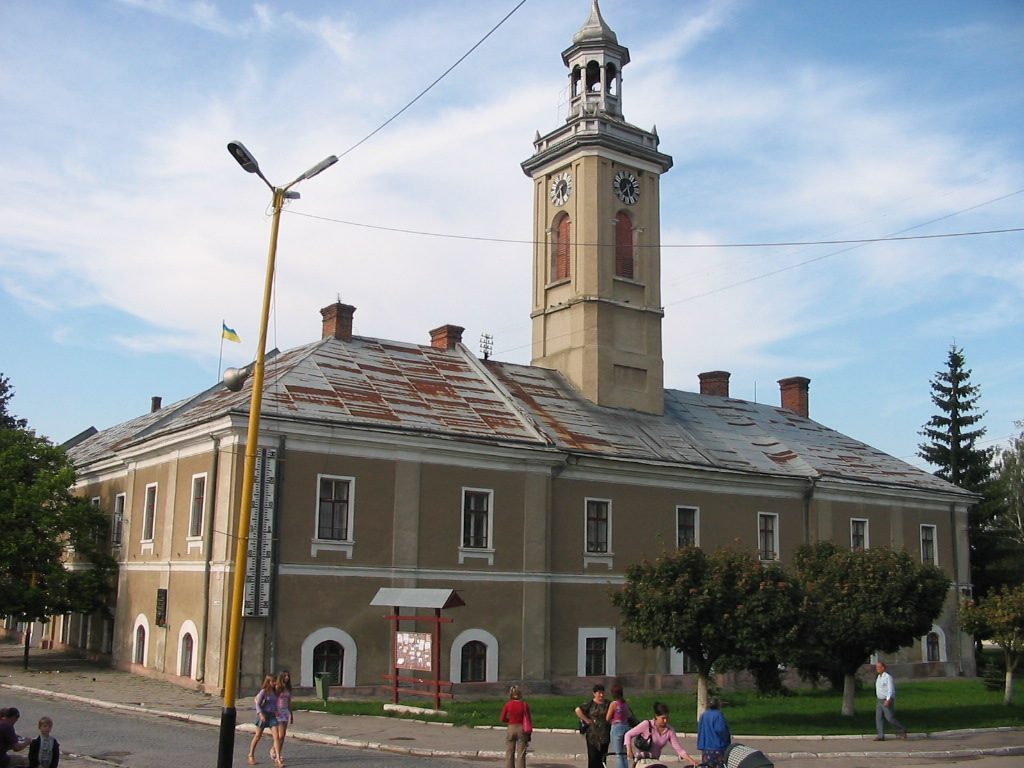
На другому поверсі ратуші була гімназія

Бережа́нська гімна́зія — середній навчальний заклад у Бережанах Тернопільської області. Відіграла помітну роль у духовному розвитку Східної Галичини, значно сприяла українському відродженню в краї.

## Історія
Заснована 1789 р. з німецькою мовою викладання і діяла у Збаражі. Восени 1805 року розпорядженням уряду Австрійської імперії у Відні гімназію перевели до Бережан. Для її діяльності дідичка Бережан княгиня Ізабела Любомирська восени 1805 року надала 5 зал у міській ратуші. Урочисте відкриття відбулось 2 вересня 1805 за участи, зокрема, старости Миколи Левицького.
Від 1874 р. мовою викладання була польська; 1905 р. утворено україномовні класи.
Від 1805 р. навчальні класи гімназії містилися в будинку міської ратуші.
1900–1910 р. у гімназії діяв учнівський гурток «Молода Україна». В ній працювали відомі українські діячі освіти, науки і культури Олександр Барвінський, Богдан Лепкий, Степан Томашівський, Роман Борковський та інші.
У 1900—1914 роках працювало 30 вчителів-українців.
Гімназія працювала до 1944 року, а в 1992-му поновила діяльність. Від 2003 р. носить ім'я Богдана Лепкого.

## Люди

### Професори (викладачі)
Антон Лішка, Маврицій Мацішевський

### Учні
Учнями Бережанської гімназії в різні роки були чимало діячів української, польської, німецької, чеської культур, зокрема:
українці
Лев Лотоцький і його сини Антін, Володимир-Богдан та Михайло, також о. Іриней Готра-Дорошенко, Ярослав Бабуняк, Павло Баб'як, Осип Баран, Василь Бей, Осип Дяків-Горновий, Лев Зацний, Осип Ковшевич, Франц Коковський, Зенон Кузеля, Мирослав Кушнір, Мирослав Лабунька, М. Мороз, Рудольф Мох, Омелян Огоновський, Михайло Осадца, Олександр Пісецький, Михайло Рудницький, Василь Савчак, Володимир Савчак, С. Соневицький, Ярослав Старух, Яків Струхманчук, Петро Федорів, Антін Чернецький, Маркіян Шашкевич, Михайло Яцків, Ярослав Скасків, Михайло Галаса, Кахникевич Кирило, Йосиф Яримович, Содомора Микола та Олександр, Зарицький Мирон Онуфрійович та інші.
поляки, євреї
Едвард Ридз-Сміглий, Генрик Біґеляйзен